# Agnes Cecilia – en sällsam historia (film)
Agnes Cecilia – en sällsam historia är en svensk mysteriefilm från 1991 i regi av Anders Grönros. Filmen är baserad på Maria Gripes roman med samma namn från 1981.

## Handling
När Nora är 5 år förlorar hon båda sina föräldrar i en bilolycka. Hennes släktingar väljer först att inte berätta det för henne, istället får hon flytta till en fosterfamilj. Tio år senare flyttar hela familjen till en större lägenhet och snart börjar det hända märkliga saker.

## Om filmen
Filmen är inspelad i Nyköping, Gamla stan och Stockholms centralstation och är tillåten från 7 år. Den hade premiär 29 augusti 1991. På TV har den visats både i långfilmsformat och omklippt till TV-serie, dels i tre 50-minutersavsnitt, dels i fem halvtimmesavsnitt.

## Rollista
- Gloria Tapia – Eleonora "Nora" Hed
- Ronn Elfors – Dag Sjöborg
- Stina Ekblad – Karin Sjöborg, Dags mamma
- Allan Svensson – Anders Sjöborg, Dags pappa
- Vanna Rosenberg – Lena, Noras kompis
- Cecilia Milocco – Agnes Cecilia Eng / Tetti
- Mimi Pollak – Hulda Persson, Ingas mor
- Meta Velander – Vera Alm, Noras mormor
- Percy Brandt – Birger Alm, Noras morfar
- Natasha Chiapponi-Grönros – Nora som barn
- Benjamin Elfors – Dag som barn
- Bojan Westin – Inga, Lenas mormor
- Suzanne Reuter – Carita Eng, Tettis mamma
- Beatrice Chiapponi-Grönros – Anna Hed, Noras mamma
- Björn Andrésen – Per Hed, Noras pappa
- Olle Johansson – urmakaren
- Måns Westfelt – dockdoktorn i Gamla Stan
- Fredrik Grundel – läraren
- Anne Otto – sjuksköterskan
- Clemens Paal – byggarbetaren
- Piquet, Yankee & Derrol - hunden Ludde